# Bruno Knežević
Bruno Knežević (Trilj, 12 marzo 1915 – Zagabria, 26 marzo 1982) è stato un allenatore di calcio e calciatore croato, di ruolo centrocampista.

## Palmarès

### Giocatore

#### Competizioni nazionali
- Campionato jugoslavo: 3

BSK Belgrado: 1934-1935, 1935-1936, 1938-1939
- Coppa di Jugoslavia: 1

BSK Belgrado: 1934